# 玉娘浪花介
玉娘浪花介（学名：Cythere yüniangae）为浪花介科浪花介屬下的一个种。